# Mimela xanthorrhina
Mimela xanthorrhina – gatunek chrząszcza z rodziny poświętnikowatych, podrodziny rutelowatych i plemienia Anomalini.
Gatunek ten został opisany w 1837 przez Fredericka Williama Hope’a.
Ciało długości od 15 do 17 mm i szerokości od 9 do 9,5 mm, jajowate w obrysie, silnie wypukłe, błyszczące. Wierzch ciała jasno trawiastozielony z rudożółtymi refleksami i żółtymi: wąskim obrzeżeniem pokryw i przedplecza oraz wierzchołkiem pygidium. Spód ciała, czułki i odnóża barwy ceglastej ze słabym metalicznie zielonym połyskiem. Nadustek jaśniejszy, krótki, szeroko zaokrąglony i umiarkowanie punktowany. Przód głowy bardzo delikatnie, tarczka skąpo, pokrywy raczej silnie i gęsto, a pygidium umiarkowanie punktowane. Golenie przednich odnóży dwuzębne. Cztery podwójne, podłużne rzędy punktów przebiegają przez pokrywy przechodząc z tyłu w głębokie bruzdy. Na zapiersiu obecne krótkie, brunatne włoski. Gatunek podobny do M. mundissima.
Gatunek notowany jako szkodnik kardamonu malabarskiego (Elettaria cardamomum).
Chrząszcz orientalny, znany m.in. z indyjskich wzgórz Anamalai i Nilgiri.